# Alison Owen
Alison Mary Owen (* 1961 in Portsmouth) ist eine britische Filmproduzentin.

## Leben
Owen ist seit Anfang der 1990er Jahre als Produzentin aktiv. Bekannt wurde sie 1998 als Produzentin des Films Elizabeth, für den sie, Eric Fellner und Tim Bevan bei den British Academy Film Awards ausgezeichnet wurden und eine Oscar-Nominierung erhielten.
Weitere von ihr produzierte Filme sind u. a. Die Schwester der Königin, Der Beweis – Liebe zwischen Genie und Wahnsinn und Hand in Hand mit dem Tod.
Owen war von 1982 bis 1989 mit dem Schauspieler Keith Allen verheiratet. Aus der Ehe gingen zwei Kinder hervor: die Sängerin Lily Allen und der Schauspieler Alfie Allen. Aus einer früheren Beziehung stammt eine weitere Tochter. Mitte der 1990er Jahre hatte sie eine dreijährige Beziehung mit dem Comedian Harry Enfield.

## Filmografie (Auswahl)
- 1991: Hear My Song
- 1993: Young Americans
- 1995: Moonlight and Valentino (Moonlight & Valentino)
- 1998: Elizabeth
- 2001: Hand in Hand mit dem Tod (Happy Now)
- 2005: Der Beweis – Liebe zwischen Genie und Wahnsinn (Proof)
- 2006: Love and Other Disasters
- 2007: Brick Lane
- 2008: Die Schwester der Königin (The Other Boleyn Girl)
- 2010: Chatroom
- 2010: Immer Drama um Tamara (Tamara Drew)
- 2011: Jane Eyre
- 2015: Suffragette – Taten statt Worte (Suffragette)
- 2016: Ein ganzes halbes Jahr (Me before You)
- 2017: Tulpenfieber (Tulip Fever)
- 2024: Back to Black